# Ljubow Andrejewna Talalajewa
Ljubow Andrejewna Talalajewa (russisch Любовь Андреевна Талалаева; * 24. Januar 1953 in Moskau; † 24. Mai 2021 ebenda) war eine russische Ruderin, die für die Sowjetunion antrat und 1976 eine olympische Silbermedaille gewann.
Bei den Weltmeisterschaften 1975 hatte der Achter aus der UdSSR nur den fünften Platz belegt. Für die olympische Premiere des Frauenruderns bei den Olympischen Spielen 1976 in Montreal wurde ein neuer Achter nominiert mit der Besetzung Ljubow Talalajewa, Nadeschda Roschtschina, Klavdija Koženkova, Olena Subko, Olha Kolkowa, Nadeschda Roschon, Olha Husenko, Nelli Tarakanowa und Steuerfrau Olha Puhowska. Dieser Achter gewann seinen Vorlauf in Montreal vor den Rumäninnen, den Kanadierinnen und dem Achter aus der Bundesrepublik Deutschland. Den zweiten Vorlauf gewann das Boot aus der DDR vor den Ruderinnen aus den Vereinigten Staaten. Für das Finale qualifizierten sich neben den Vorlaufsiegerinnen die vier erstplatzierten Boote aus dem Hoffnungslauf. Im Finale siegte die Crew aus der DDR mit fast drei Sekunden Vorsprung vor dem Boot aus der UdSSR, zweieinhalb Sekunden dahinter erkämpfte das Boot aus den USA Bronze vor den Kanadierinnen. Bei den Weltmeisterschaften 1977 trat für die Sowjetunion ein wieder völlig neu besetzter Achter an.
Die 1,80 m große Ljubow Talalajewa ruderte für Spartak Moskau.